# 韓国芸術総合学校
韓国芸術総合学校（かんこくげいじゅつそうごうがっこう、英語: Korea National University of Arts）は、大韓民国のソウル特別市にある国立大学。

## 沿革
文化体育観光部で運営する4年制特殊大学として、1990年12月25日に文化部発展計画によって専門化された芸術学校の設立が計画され、1993年の音楽院を皮切りに韓国芸術総合学校が開設された。以後も演劇院、映像院、舞踊院、美術院、伝統芸術院が開院され、1999年の学則改訂によって、卒業後は芸術士（学部課程）において芸術学士の学位取得が認められ、芸術専門士（修士課程）では文化体育観光部が認める修士に準ずる専門査証書が授与されるようになった。

## 開設学科
- 音楽院
  - 声楽科・器楽科・作曲科・指揮科・音楽学科
- 演劇院
  - 劇作科・舞台美術科・演技科・演出科・演劇学科
- 映像院
  - 映画科・放送映像科・マルチメディア映像科・アニメーション科・映像理論科
- 舞踊院
  - 実技科・創作科・理論科
- 美術院
  - 造形芸術科・デザイン科・建築科・美術理論科
- 伝統芸術院
  - 韓国芸術学科・音楽科・舞踊科・演戯科
- 協同課程
  - 芸術経営科・書事創作科・音楽劇創作科

## 出身者
- イ・ジェフン（俳優）- 中退
- イ・ソヨン（俳優）- 中退
- イ・ソンギュン（俳優）
- イム・ジヨン（俳優）[1]
- オ・マンソク（俳優）
- カン・ギドゥン（俳優）
- キム・ゴウン（俳優）[2]
- スホ（俳優、EXOメンバー）- 中退[3]
- キム・ジョンヒョン（俳優）
- キム・ソンチョル（俳優）
- ソン・ヨルム（ピアニスト）
- キム・ソンウク（ピアニスト）
- ムン・ジヨン（ピアニスト）
- イム・ユンチャン（ピアニスト）
- パク・ジェホン（ピアニスト）
- クララ・ジュミ・カン（バイオリニスト）
- チャン・ドンゴン（中退、俳優）
- チャン・ヘジン（俳優）
- パク・ジョンミン（俳優）
- パク・ソダム（俳優）
- チョン・ソギョン（脚本家）

## 交通アクセス
- 城北校舎 - 韓国鉄道公社京元線（京元電鉄線）新里門駅、ソウル交通公社6号線トルゴジ駅
- 瑞草校舎 - ソウル交通公社3号線南部ターミナル駅

## 日本の交流協定校
- 東京芸術大学
- 京都芸術大学
- 東北芸術工科大学
- お茶の水女子大学
- 日本映画大学
- 京都市立芸術大学
- 大阪大学文学部／文学研究科
- 鳥の劇場
- 昭和音楽大学